# Diocesi di León (Spagna)

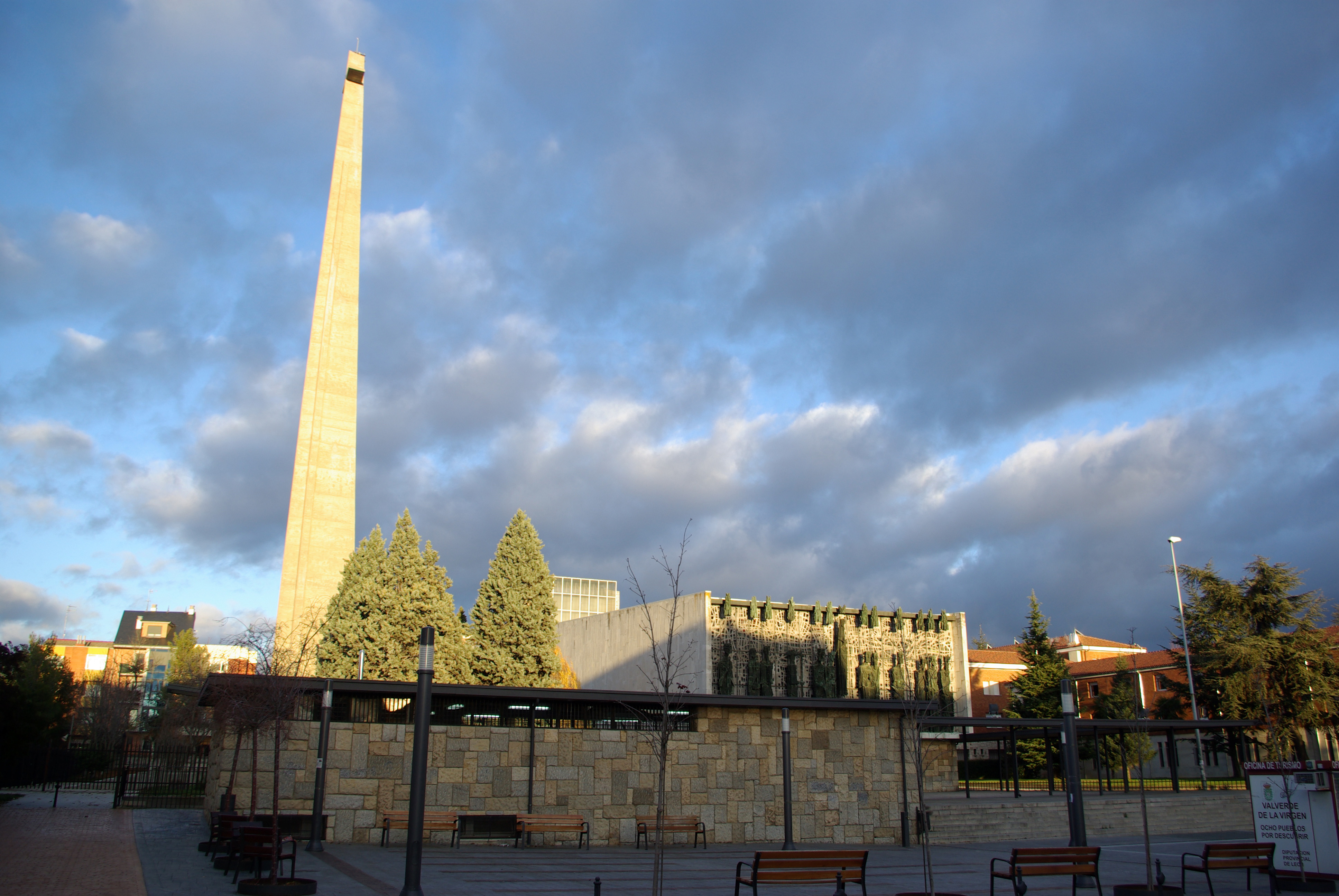
La basilica della Vergine del Cammino a Valverde de la Virgen.

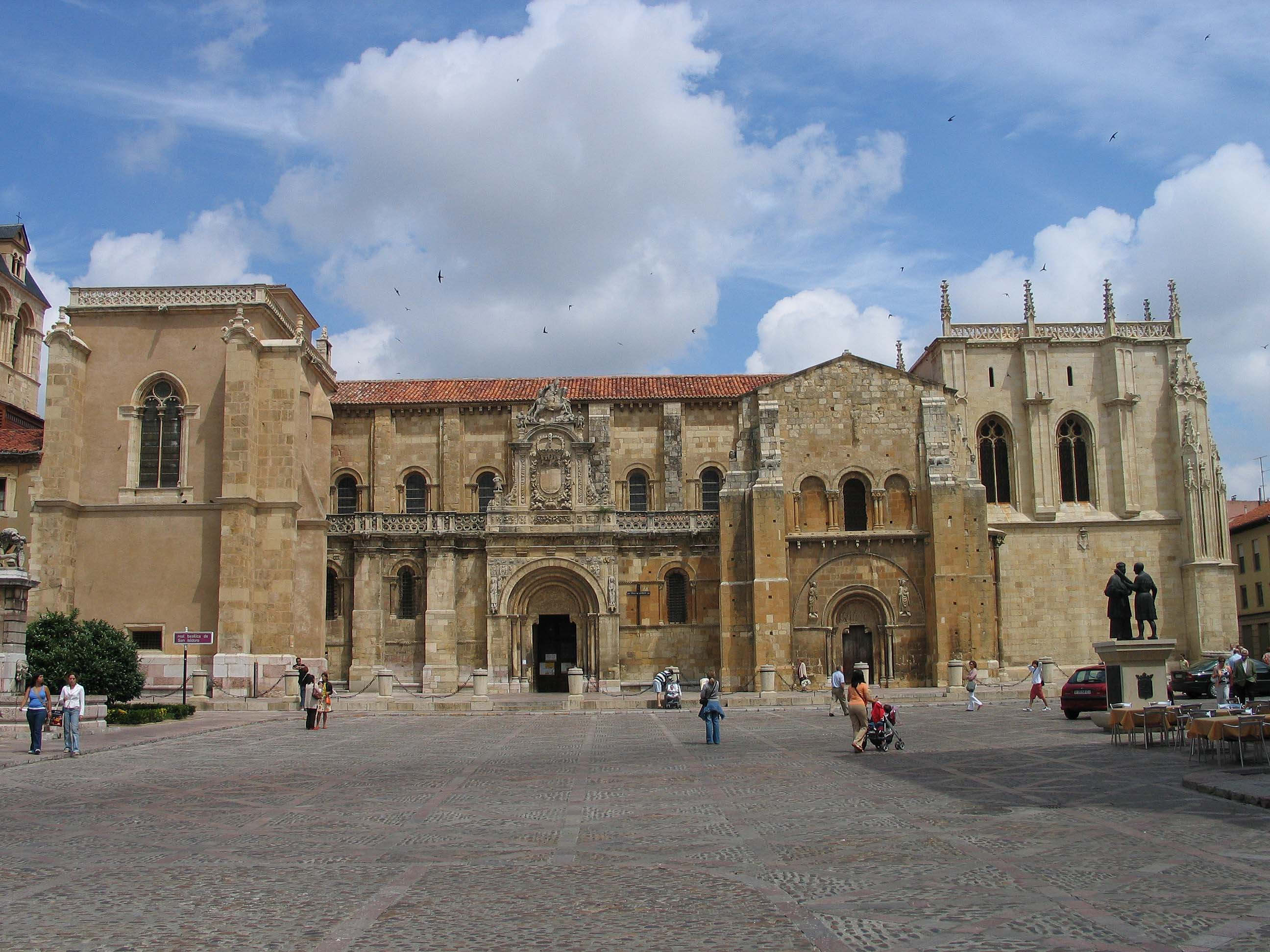
La Real Basílica di Sant'Isidoro a León.

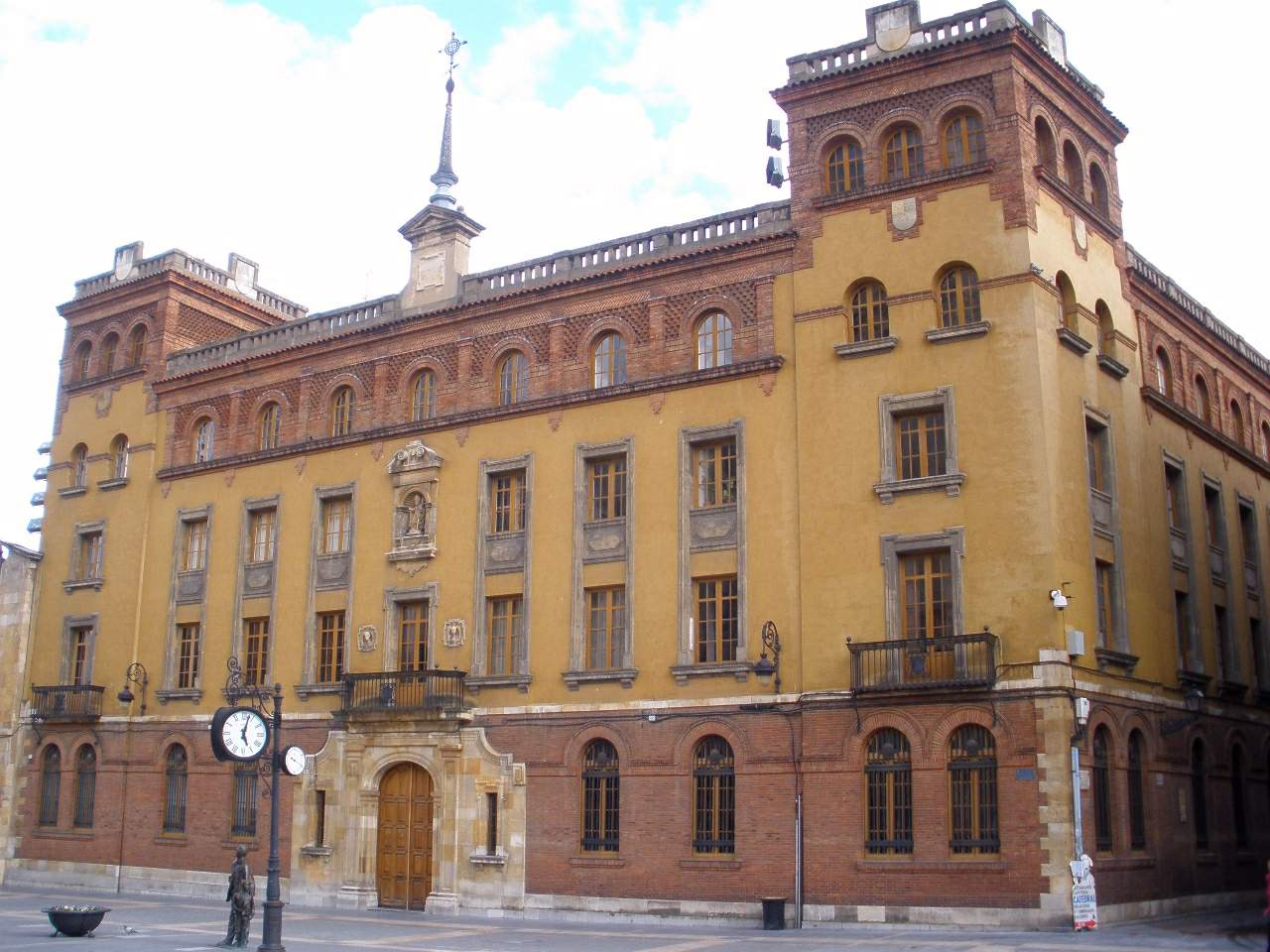
Il seminario diocesano di León, ex palazzo episcopale.

La diocesi di León (in latino Dioecesis Legionensis) è una sede della Chiesa cattolica in Spagna suffraganea dell'arcidiocesi di Oviedo. Nel 2021 contava 298.480 battezzati su 305.030 abitanti. È retta dal vescovo Luis Ángel de las Heras Berzal, C.M.F.

## Territorio
La diocesi comprende la provincia di León. ad eccezione delle comarche di Maragatería e di El Bierzo, che appartengono alla diocesi di Astorga.
Sede vescovile è la città di León, dove si trova la cattedrale di Santa Maria del Cammino. Nel territorio sorgono due basiliche minori: la basilica della Vergine del Cammino a Valverde de la Virgen, e la basilica di Sant'Isidoro a León.
Il territorio si estende su 9.620 km² ed è suddiviso in 757 parrocchie, raggruppate in 13 arcipresbiterati.

## Storia
La diocesi ha origini antiche. I primi vescovi storicamente documentati sono Basilídes e Sabino, coinvolti in una controversia a metà del III secolo, menzionati nelle lettere di Cipriano di Cartagine. Gli storici ritengono che nel primo periodo della sua storia, la diocesi di León fosse unita a quella di Astorga. Oltre a Basilídes e Sabino, le cronotassi assegnano ad entrambe le diocesi anche il vescovo Decenzio, che prese parte al concilio di Elvira all'inizio del IV secolo. In seguito, fino al termine dell'VIII secolo, non sono più noti vescovi di León, e soprattutto nessuno di loro è documentato in epoca visigota e nei concili di quest'epoca, cosa che porta gli storici a supporre che dopo le attestazioni iniziali la regione di León sia diventata parte della diocesi di Astorga.
L'invasione saracena cancellò l'esistenza della chiesa o almeno non se ne ha notizia. Il primo vescovo dopo la riconquista (metà circa dell'VIII secolo) è Suintila nel 792, ma è solo con la seconda metà del IX secolo che la lista episcopale di León si fa completa. Agli inizi del X secolo León divenne capitale del regno di León, e in questa occasione, durante l'episcopato di Frunimio II (915-928), fu ingrandita la cattedrale di Santa Maria, che era stata costruita sui resti delle antiche terme romane.
Nel 1063 il re Ferdinando I portò a León da Siviglia le reliquie di sant'Isidoro, promuovendone il culto.
Nel 1099 papa Urbano II aveva sottomesso la diocesi alla provincia ecclesiastica di Toledo. Il vescovo Diego si oppose a questa decisione e ottenne da papa Pasquale II, il 15 aprile 1104, l'esenzione dalla giurisdizione metropolitica di Toledo e l'immediata soggezione di León alla Santa Sede.
Nel 1120 il vescovo Diego procedette a una riforma del capitolo dei canonici della cattedrale e alla fine del secolo esso era costituito da tre categorie di canonici: le dignità (priore, decano, primicerio, tesoriere e arcidiaconi), i canonici maggiori e i canonici minori. Il capitolo era esente dalla giurisdizione del vescovo, cosa che ne aumentò nei secoli la potenza e che in seguito fu occasione di diverse cause e processi tra vescovo e canonici.
Alla fine del XII secolo fu intrapresa dal vescovo Manrique de Lara (1181-1205) la costruzione di una nuova cattedrale, sul sito della precedente, che fu ultimata nel XIV secolo.
Nel XIII e XIV secolo si celebrava a León un sinodo diocesano nel giorno della festa di San Bartolomeo a cui era obbligato a partecipare un terzo del clero diocesano. A partire dal 1426 questi sinodi annuali divennero tuttavia sempre più rari.
Il vescovo Francisco Trujillo García (1578-1592) convocò quattro sinodi diocesani per applicare i decreti di riforma del concilio di Trento. Andrés de Casso fondò nel 1606 il seminario vescovile, che fu ristrutturato ed ingrandito da Francisco de la Torre Herrera nel 1730
In seguito al Concordato del 1851 la diocesi divenne suffraganea dell'arcidiocesi di Burgos.
Il 17 ottobre 1954 con il decreto Quum sollemnibus Conventionibus della Congregazione Concistoriale, fu data attuazione pratica al concordato del 1953, che aveva stabilito di far coincidere i confini ecclesiastici con quelli delle province civili. La diocesi di León cedette oltre 220 parrocchie alle vicine sedi di Valladolid, Zamora e Palencia, e contestualmente ne acquisì quasi 200 dalle diocesi di Oviedo, Astorga e dalla stessa Palencia.
Il 27 ottobre 1954 è entrata a far parte della provincia ecclesiastica di Oviedo.
Il 2 novembre 1955 e il 19 settembre 1956 furono apportate altre modifiche territoriali, con la cessione di una serie di parrocchie alla diocesi di Santander, e l'acquisizione di altre 25 dalla diocesi di Astorga.

## Cronotassi dei vescovi
Si omettono i periodi di sede vacante non superiori ai 2 anni o non storicamente accertati.
- Basílides † (? - 254 deposto)
- Sabino † (254 - ?)
- Decencio † (inizio del IV secolo)
- Suintila † (menzionato nel 792)
- Quintila † (prima dell'811 - dopo l'820)
- Cixila I † (prima dell'853 - dopo l'855)
- Frunimio I † (prima dell'860 - dopo l'875 ?)
- San Pelayo I † (875 - agosto 878 deceduto)
- Mauro † (10 novembre 878 - 899 dimesso)
- Vicente † (maggio 899 - aprile 900 deceduto)
- San Froilán I † (maggio 900 - 5 ottobre 905 deceduto)
- Sisenando I † (905 - ?)
- Cixila II † (15 febbraio 911 - 914)
- Frunimio II † (29 gennaio 915 - 927 dimesso)[3]
- Oveco † (prima del 27 novembre 927 - luglio/ottobre 950 deceduto)
- Gonzalo † (fine 950 - settembre 966)
- Velasco † (settembre/ottobre 966 - dopo il 4 febbraio 974)
- Sisnando II † (prima del 29 luglio 974 - dopo il 23 ottobre 980)
- Velasco † (menzionato nel gennaio 981) (per la seconda volta)
- Sisnando III † (menzionato nel gennaio 982)
- Sevariego o Sabarico † (menzionato a marzo 982)
- Fortis † (menzionato nel dicembre 984)
- Sevariego o Sabarico † (prima di marzo 985 - dopo il 26 novembre 991) (per la seconda volta)
- Froilán II † (prima del 31 gennaio 992 - dopo agosto 1006)[4]
- Nuño † (1007 - 1026 dimesso)
- Servando † (1026 - 1039 dimesso)
- San Cipriano † (gennaio 1040 - prima del 18 aprile 1057 dimesso)
- Sant'Alvito † (maggio 1057 - 5 settembre 1063 deceduto)
- Jimeno † (23 dicembre 1063 - prima di maggio 1065 deceduto)
- Pelayo II † (1065 - dopo il 22 febbraio 1085)
- Arias Vimaraz † (menzionato il 20 novembre 1085)
- Sebastián † (1086 - circa 27 ottobre 1086 deceduto)
- Pedro † (1087 - 1112 deceduto)
- Diego † (1112 - 1130 deposto)
  - Mauricio de Braga † (1112 - ?) (illegittimo)
- Arias II † (prima del 15 maggio 1130 - 1135 deceduto)
- Pedro Anayaz † (1135 - dopo il 21 giugno 1139)
- Juan Albertino † (24 luglio 1139 - 1181 dimesso)
- Manrique de Lara † (30 marzo 1181 - 14 febbraio 1205 deceduto)
- Pedro Muñoz † (maggio 1205 - 1207 nominato arcivescovo di Santiago di Compostela)
  - Pelayo III † (1207 - 1208) (vescovo eletto)
- Rodrigo Álvarez † (luglio 1209 - 8 marzo 1232 deceduto)
- Martín Alonso † (maggio 1232 - 1234 deceduto)
- Arnaldo † (6 maggio 1234 - 8 ottobre 1235 deceduto)
  - Juan Dominguez † (4 dicembre 1237 - 1238 revocato)
- Martín Arias † (24 novembre 1238 - 16 gennaio 1242 deceduto)
- Nuño Álvarez † (1242 - 17 aprile 1252 deceduto)
- Martín Fernández † (6 agosto 1254 - 24 marzo 1289 deceduto)
- Fernando † (22 dicembre 1289 - 13 maggio 1301 deceduto)
- Gonzalo Osorio Villalobos † (6 novembre 1301 - 12 luglio 1313 nominato arcivescovo di Burgos)
- Juan Soares † (12 luglio 1313 - ? deceduto)
- Juan Fernández † (? - 16 dicembre 1316 deceduto)
- Pilfort de Rabastens, O.S.B. † (16 marzo 1317 - 19 ottobre 1317 nominato vescovo di Rieux)
- García de Ayerve † (6 novembre 1317 - 2 settembre 1332 deceduto)
- Juan del Campo † (2 dicembre 1332 - 24 maggio 1344 deceduto)
- Diego Ramírez de Guzmán † (14 giugno 1344 - 1351 ? deceduto)
- Pedro Raimundo † (15 gennaio 1354 - ? deceduto)
- Pierre-Raymond de la Barrière, C.R.S.A. † (31 agosto 1360 - 19 novembre 1361 nominato vescovo di Toul)
- Pedro de Uxua † (19 novembre 1361 - dopo il 19 febbraio 1371 deceduto)
- Gonzalo † (1371 - ?)
- Alfonso † (5 marzo 1375 - 15 dicembre 1376 deceduto)
- Juan Ramírez de Guzmán † (24 dicembre 1376 - 1378 deceduto)
- Fernando † (prima del 14 ottobre 1378 - dopo il 10 giugno 1380)
- Aleramo † (9 giugno 1382 - 5 settembre circa 1401 deceduto)
- Alfonso de Argüello, O.F.M. † (7 agosto 1403 - 1415 nominato vescovo di Palencia)
- Álvaro Núñez de Isorna † (19 agosto 1415 - 1418 nominato vescovo di Cuenca)
- Juan Rodríguez Villalón † (16 marzo 1418 - 28 maggio 1424 deceduto)
- Alfonso de Cusanca, O.P. † (28 luglio 1424 - 1435 deceduto)
- Juan de Mella † (26 agosto 1437 - 6 aprile 1440 nominato vescovo di Zamora)
- Pedro Cabeza de Vaca † (6 aprile 1440 - 2 novembre 1459 deceduto)
- Fortún Velázquez de Cuéllar † (2 gennaio 1460 - dopo il 17 giugno 1460 deceduto)
  - Juan de Torquemada, O.P. † (31 luglio 1460 - 26 gennaio 1463 nominato vescovo di Orense) (amministratore apostolico)
- Antonio Jacopo Venier † (26 gennaio 1463 - 6 ottobre 1469 nominato vescovo di Cuenca)
- Rodrigo de Vergara † (6 ottobre 1469 - 16 giugno 1478 deceduto)
- Luis de Velasco † (9 ottobre 1478 - 20 febbraio 1484 nominato vescovo di Cordova)
- Íñigo Manrique de Lara † (20 febbraio 1484 - 26 agosto 1485 nominato vescovo di Cordova)
- Alonso de Valdivieso † (26 agosto 1485 - 21 maggio 1500 deceduto)
  - Juan de Marquina † (1500 - 1500 deceduto) (vescovo eletto)
- Francisco Desprats † (4 dicembre 1500 - 9 settembre 1504 deceduto)
  - Juan de Vera † (14 maggio 1505 - 4 maggio 1507 deceduto) (amministratore apostolico)
  - Francesco Alidosi † (1507 - 24 maggio 1511 deceduto) (amministratore apostolico)
  - Luigi d'Aragona † (6 giugno 1511 - 17 dicembre 1516 dimesso) (amministratore apostolico)
- Esteban Gabriel Merino † (17 dicembre 1516 - 12 giugno 1523 nominato vescovo di Jaén)
- Pedro Manuel † (12 giugno 1523 - 17 giugno 1534 nominato vescovo di Zamora)
- Pedro Álvarez de Acosta † (8 gennaio 1535 - 21 maggio 1539 nominato vescovo di Osma)
- Fernando Valdés † (30 maggio 1539 - 29 ottobre 1539 nominato vescovo di Sigüenza)
- Sebastián Ramírez de Arellano † (29 ottobre 1539 - 2 giugno 1542 nominato vescovo di Cuenca)
- Esteban Almeida † (2 giugno 1542 - 16 aprile 1546 nominato vescovo di Cartagena)
- Juan Fernández Temiño † (19 luglio 1546 - 9 novembre 1556 deceduto)
- Andrés de la Cuesta † (10 dicembre 1557 - 1564 deceduto)
- Juan de San Millán † (28 luglio 1564 - 11 aprile 1578 deceduto)
- Francisco Trujillo García † (5 novembre 1578 - 14 novembre 1592 deceduto)
- Juan Alonso Moscoso † (30 agosto 1593 - 9 maggio 1603 nominato vescovo di Malaga)
- Andrés de Casso, O.P. † (12 maggio 1603 - 13 maggio 1607 deceduto)
- Francisco Terrones del Caño † (3 marzo 1608 - 13 marzo 1613 deceduto)
- Alonso González Aguilar † (23 settembre 1613 - 2 dicembre 1615 deceduto)
- Juan Llano Valdés † (5 settembre 1616 - 9 agosto 1622 deceduto)
- Juan Molina Álvarez † (20 marzo 1623 - novembre 1623 deceduto)
- Gregorio Pedrosa Casares, O.S.H. † (16 settembre 1624 - 31 gennaio 1633 nominato vescovo di Valladolid)
- Bartolomé Santos de Risoba † (26 settembre 1633 - 9 dicembre 1649 nominato vescovo di Sigüenza)
- Juan del Pozo Horta, O.P. † (10 gennaio 1650 - 28 agosto 1656 nominato vescovo di Segovia)
- Juan López de Vega † (18 settembre 1656 - 4 settembre 1659 deceduto)
- Juan Bravo Lasprilla † (7 giugno 1660 - 31 luglio 1662 nominato vescovo di Cartagena)
- Mateo Sagade Bugueiro † (1662 - 28 gennaio 1664 nominato vescovo di Cartagena)
- Juan de Toledo, O.P. † (12 gennaio 1665 - 6 aprile 1672 deceduto)
- Juan Álvarez Osorio † (12 dicembre 1672 - 22 gennaio 1680 nominato vescovo di Plasencia)
- Juan Aparicio Navarro † (7 ottobre 1680 - 6 novembre 1696 deceduto)
- José Gregorio de Rojas y Velázquez † (3 giugno 1697 - 7 aprile 1704 nominato vescovo di Plasencia)
- Manuel Pérez de Araciel y Rada † (28 aprile 1704 - 13 giugno 1714 nominato arcivescovo di Saragozza)
- José Ulzurrun de Asanza y Civera † (17 settembre 1714 - 17 aprile 1718 deceduto)
  - Sede vacante (1718-1720)
- Martín Zalayeta Lizarza † (27 maggio 1720 - 11 settembre 1728 deceduto)
- Juan Fernández Zapata † (3 agosto 1729 - 12 ottobre 1729 deceduto)
- Francisco de la Torre Herrera † (24 luglio 1730 - 1º febbraio 1735 deceduto)
- José de Lupia y Roger, O.S.B. † (19 dicembre 1735 - 21 novembre 1752 deceduto)
- Alfonso Fernández Pantoja † (9 aprile 1753 - 6 novembre 1761 deceduto)
- Pascual de los Herreros † (23 agosto 1762 - 3 marzo 1770 deceduto)
- Baltasar Yusta Navarro † (10 settembre 1770 - 17 febbraio 1777 nominato vescovo di Cordova)
- Cayetano Antonio Cuadrillero Mota † (15 dicembre 1777 - 3 aprile 1800 deceduto)
- Pedro Luis Blanco † (11 agosto 1800 - 22 novembre 1811 deceduto)
  - Sede vacante (1811-1814)
- Ignacio Ramón Roda † (19 dicembre 1814 - 4 gennaio 1823 deceduto)
- Joaquín Abarca Blanque † (27 settembre 1824 - 21 giugno 1844 deceduto)
  - Sede vacante (1844-1848)
- Joaquín Barbarejo Villar † (17 gennaio 1848 - 26 febbraio 1863 deceduto)
- Calixto Castrillo Ornedo † (1º ottobre 1863 - 19 settembre 1869 deceduto)
  - Sede vacante (1869-1875)
- Saturnino Fernández de Castro y de la Cotera † (5 luglio 1875 - 15 marzo 1883 nominato arcivescovo di Burgos)
- Francisco Xavier Caminero y Muñoz † (27 marzo 1885 - 13 aprile 1885 deceduto)
- Francisco Gómez-Salazar y Lucio-Villegas † (10 giugno 1886 - 1º ottobre 1904 dimesso)
- Juan Manuel Sanz y Saravia † (27 marzo 1905 - 29 aprile 1909 nominato vescovo di Jaén)
- Ramón Guillamet y Coma † (29 aprile 1909 - 18 luglio 1913 nominato vescovo di Cordova)
- José Álvarez y Miranda † (18 luglio 1913 - 4 marzo 1937 deceduto)
- Carmelo Ballester y Nieto, C.M. † (12 febbraio 1938 - 10 giugno 1943 nominato vescovo di Vitoria)
- Luis Almarcha Hernández † (10 luglio 1944 - 4 aprile 1970 ritirato[5])
- Luis María de Larrea y Legarreta † (9 luglio 1971 - 16 febbraio 1979 nominato vescovo di Bilbao)
- Fernando Sebastián Aguilar, C.M.F. † (22 agosto 1979 - 28 luglio 1983 dimesso)
- Juan Ángel Belda Dardiñá † (28 luglio 1983 - 9 febbraio 1987 dimesso)
- Antonio Vilaplana Molina † (9 febbraio 1987 - 19 marzo 2002 ritirato)
- Julián López Martín (19 marzo 2002 - 21 ottobre 2020 ritirato)
- Luis Ángel de las Heras Berzal, C.M.F., dal 21 ottobre 2020

## Statistiche
La diocesi nel 2021 su una popolazione di 305.030 persone contava 298.480 battezzati, corrispondenti al 97,9% del totale.
| anno | popolazione | popolazione | popolazione | presbiteri | presbiteri | presbiteri | presbiteri                | diaconi | religiosi | religiosi | parrocchie |
| anno | battezzati  | totale      | %           | numero     | secolari   | regolari   | battezzati per presbitero | diaconi | uomini    | donne     | parrocchie |
| ---- | ----------- | ----------- | ----------- | ---------- | ---------- | ---------- | ------------------------- | ------- | --------- | --------- | ---------- |
| 1950 | 270.987     | 270.987     | 100,0       | 689        | 630        | 59         | 393                       |         | 210       | 619       | 816        |
| 1970 | 320.708     | 320.708     | 100,0       | 744        | 539        | 205        | 431                       |         | 402       | 1.113     | 764        |
| 1980 | 323.500     | 325.000     | 99,5        | 658        | 466        | 192        | 491                       |         | 322       | 1.068     | 755        |
| 1990 | 295.792     | 316.242     | 93,5        | 570        | 415        | 155        | 518                       |         | 291       | 844       | 755        |
| 1999 | 319.382     | 321.882     | 99,2        | 470        | 352        | 118        | 679                       | 2       | 239       | 796       | 756        |
| 2000 | 318.042     | 320.542     | 99,2        | 476        | 347        | 129        | 668                       | 1       | 261       | 796       | 756        |
| 2001 | 316.504     | 319.104     | 99,2        | 467        | 346        | 121        | 677                       | 2       | 240       | 778       | 756        |
| 2002 | 316.654     | 317.854     | 99,6        | 452        | 336        | 116        | 700                       | 2       | 233       | 726       | 756        |
| 2003 | 315.552     | 316.832     | 99,6        | 443        | 326        | 117        | 712                       | 1       | 230       | 736       | 756        |
| 2004 | 314.172     | 315.452     | 99,6        | 438        | 323        | 115        | 717                       | 1       | 222       | 744       | 756        |
| 2013 | 309.690     | 315.868     | 98,0        | 385        | 285        | 100        | 804                       | 1       | 171       | 516       | 757        |
| 2016 | 305.860     | 312.196     | 98,0        | 356        | 261        | 95         | 859                       | 3       | 165       | 501       | 757        |
| 2019 | 301.692     | 308.071     | 97,9        | 339        | 233        | 106        | 889                       | 4       | 158       | 692       | 757        |
| 2021 | 298.480     | 305.030     | 97,9        | 273        | 197        | 76         | 1.093                     | 5       | 155       | 488       | 757        |